# Partis politiques en Suisse

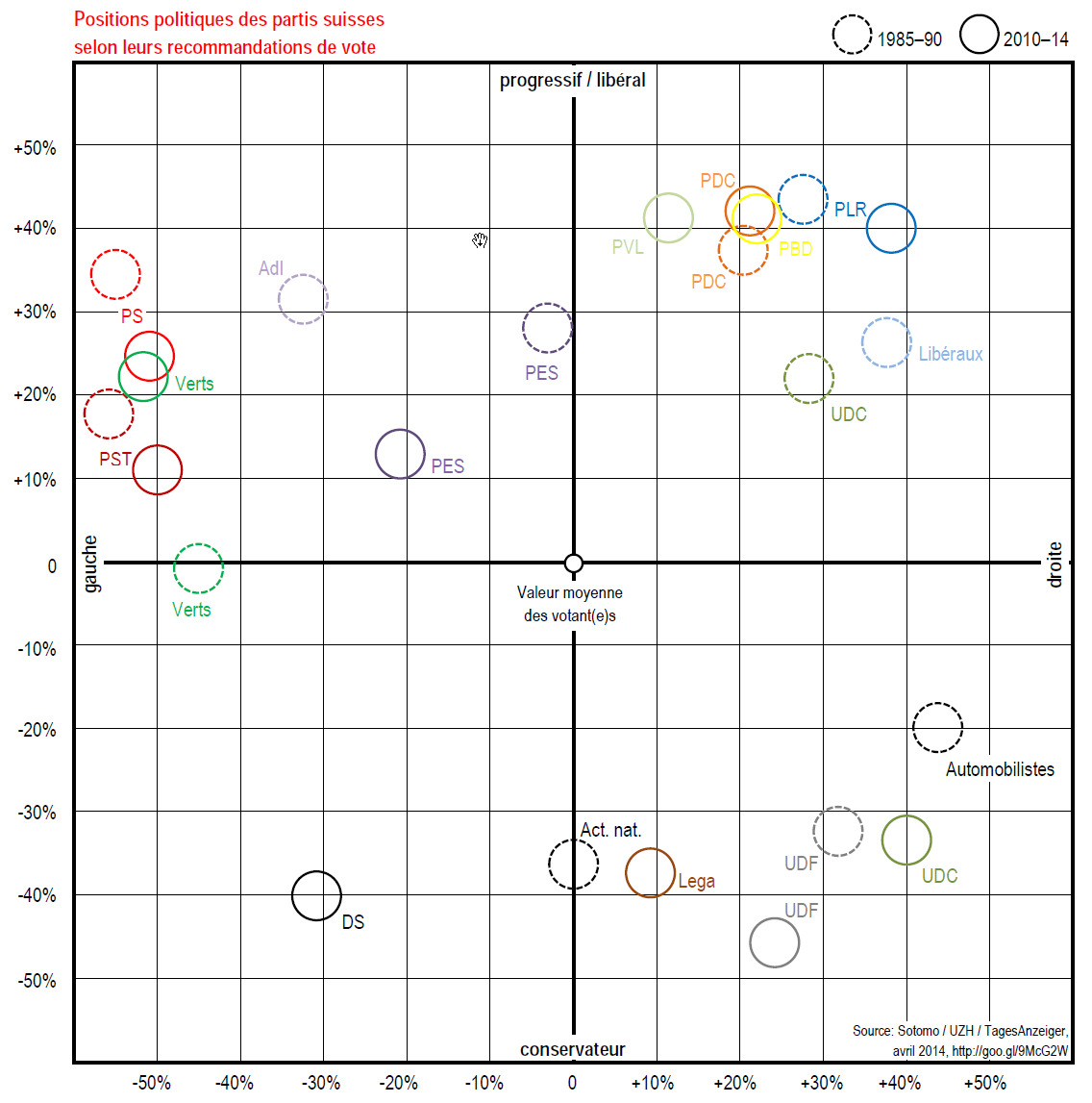
Les positions politiques des partis suisses selon leurs recommandations de vote, 1985-90 et 2010-14

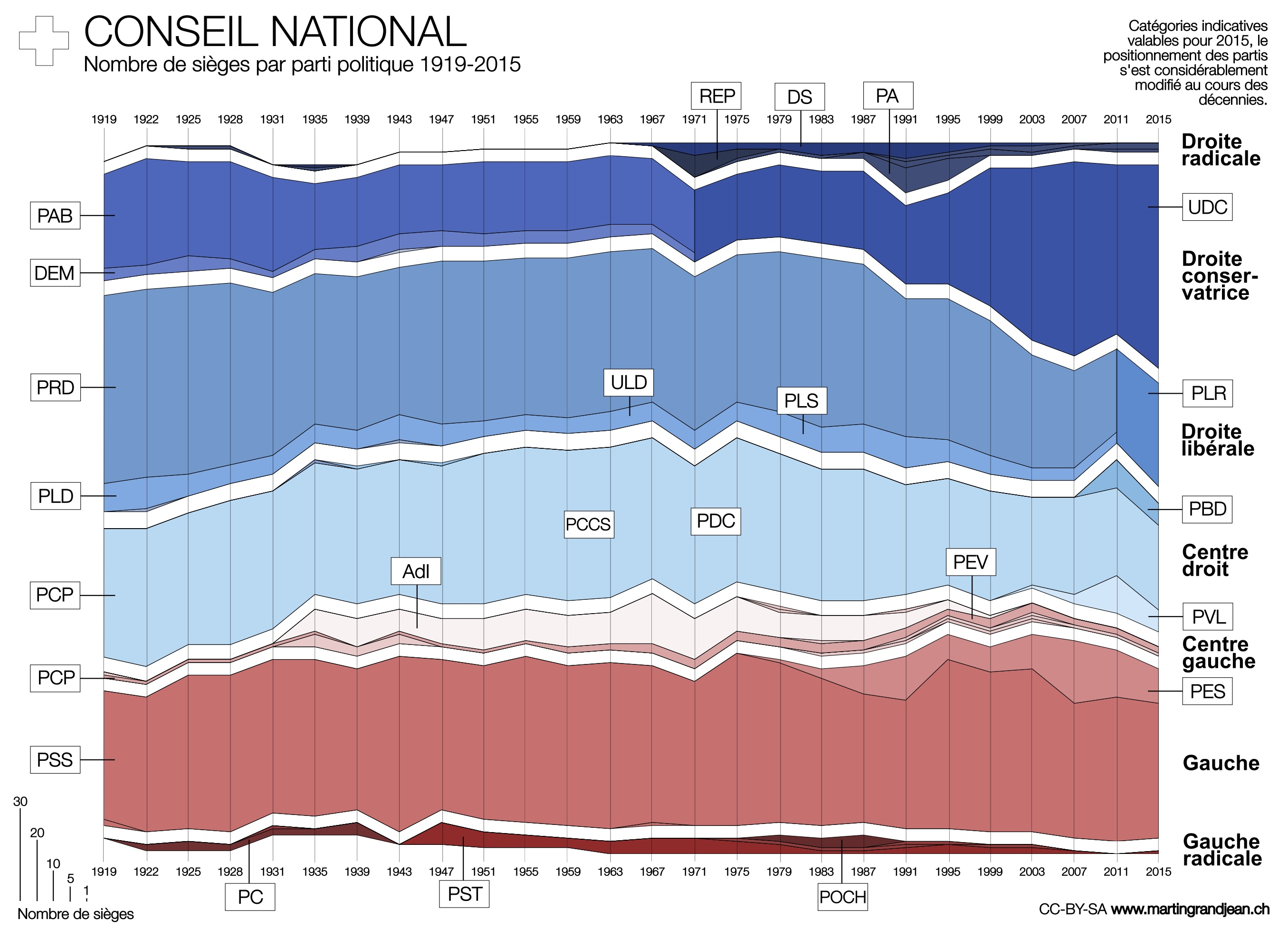
Évolution du nombre de sièges des partis politiques suisses au Conseil national, 1919-2015

Les partis politiques sont très nombreux en Suisse, provoquant une fragmentation importante du paysage politique. 
Les quatre partis les plus importants, présents dans la plupart des cantons, sont l’Union démocratique du centre (UDC), le Parti socialiste (PS), le Parti libéral-radical (PLR) et le Centre. Les Verts sont le plus important des partis non gouvernementaux à l'échelon fédéral.
Si la Constitution fédérale reconnaît le rôle des partis politiques depuis sa révision en 1999, ceux-ci ne sont pas encadrés par la loi ; il n'y a par exemple, contrairement à d'autres pays, pas de règles sur leur financement.

## Situation juridique des partis politiques
La Suisse n’a pas de définition juridique générale des partis politiques. Ceux-ci prennent le plus souvent la forme de l’association (art. 52 et 60 à 79 du code civil) afin d’acquérir la personnalité juridique. La nouvelle Constitution fédérale du 18 avril 1999 contient toutefois un article relatif aux partis politiques, ce qui n’était pas le cas dans la Constitution fédérale de 1874. L’art. 137 a la teneur suivante : « Les partis politiques contribuent à former l’opinion et la volonté populaire ». Il est toutefois admis que cet article n’a qu’une portée déclaratoire.
Il n'existe pas d’obligation pour les partis politiques de se faire enregistrer. Les partis qui le souhaitent peuvent demander à figurer dans un registre public tenu par la Chancellerie fédérale s'ils comptent au moins un député au Conseil national sous le même nom ou qu’ils soient représentés dans au moins trois parlements cantonaux par au moins trois députés par parlement. Cet enregistrement leur permet d'être dispensés de certaines formalités administratives lors des élections fédérales.

## Listes

### Liste et poids relatif

#### Au niveau fédéral
Voici la liste des partis politiques que compte le paysage politique suisse à l'échelon fédéral. Ils sont classés en fonction du nombre de parlementaires au sein du Conseil national (après les élections fédérales de 2023).
|  | Partis                       | Sigles | Groupe | Tendances politiques                                        | Sièges au Conseil national | Sièges au Conseil des États |
|  | ---------------------------- | ------ | ------ | ----------------------------------------------------------- | -------------------------- | --------------------------- |
|  | Union démocratique du centre | UDC    | V      | droite à droite radicale conservateur/libéral/souverainiste | 67                         | 6                           |
|  | Parti socialiste suisse      | PS     | S      | gauche à extrême gauche social-démocrate                    | 41                         | 9                           |
|  | Le Centre                    | LC     | M-E    | centre à centre droit démocrate chrétien/centre droit       | 31                         | 15                          |
|  | Parti libéral-radical        | PLR    | RL     | centre droit à droite libéral/radical                       | 27                         | 11                          |
|  | Les Verts                    | LV     | G      | centre gauche à gauche écologiste                           | 23                         | 3                           |
|  | Vert'libéraux                | PVL    | GL     | centre écologiste/social-libéral                            | 11                         | 1                           |
|  | Mouvement citoyens genevois  | MCG    | V      | droite régionaliste/populiste                               | 2                          | 1                           |
|  | Parti évangélique suisse     | PEV    | M-E    | centre à centre gauche chrétien/centre/écologiste           | 2                          | -                           |
|  | Union démocratique fédérale  | UDF    | V      | droite chrétien/conservateur/nationaliste                   | 2                          | -                           |
|  | Ligue des Tessinois          | Lega   | V      | droite régionaliste/populiste                               | 1                          | -                           |

### Répartition des sièges

#### Dans l'ensemble
| PLR | 2 011 |
| PS  | 1 863 |
| UDC | 1 511 |
| PDC | 1 205 |
| PBD | 173   |

## Histoire des partis suisses
À la naissance de l'État fédéral en 1848, on distingue essentiellement trois forces politiques :
- les radicaux
- les conservateurs protestants
- les conservateurs catholiques.

La notion de parti et de groupe n'est, à l'origine, pas aussi claire que de nos jours. Les élus portent des étiquettes qui varient selon les cantons, les grands problèmes politiques du moment, les affinités personnelles ou les hôtels où les députés descendent.

### Parti libéral-radical
Le PLR résulte de la fusion en 2009 du Parti radical-démocratique et du Parti libéral suisse:
Parti radical-démocratique
Les radicaux, vainqueurs de la guerre du Sonderbund, sont partisans des nouvelles institutions et de la centralisation de la Suisse. Ils dominent la vie politique suisse jusqu'à la Première Guerre mondiale. La famille libérale-radicale comprend en 1848 une aile radicale (gauche) et une aile libérale (centre).
Dans les années 1860 se forme une nouvelle aile démocrate à la gauche du mouvement. Les deux ailes démocrate et libérale perdent en substance et la tendance proprement radicale s'impose. La création du groupe parlementaire radical remonte à 1878.
Le Parti radical-démocratique n'est fondé qu'en 1894. Il dispose de la majorité absolue à l'Assemblée fédérale jusqu'en 1919 et au Conseil fédéral jusqu'en 1943.
Parti libéral suisse
Les libéraux émergent à la fin du XIXe siècle et subsistent aujourd'hui dans le canton de Bâle-Ville. Leur groupe date de 1893 et le Parti libéral de 1913.
Il est l'héritier des conservateurs réformés opposés à la centralisation. Leurs 4 élus actuels rejoignent les radicaux dans un groupe commun.
Les milieux protestants sont représentés par un Parti évangélique, dont le premier parlementaire est élu en 1919 (sous l'étiquette du Parti chrétien-protestant).

### Parti démocrate-chrétien
Les conservateurs catholiques représentent les vaincus de la guerre du Sonderbund et sont attachés à la souveraineté des cantons et à la défense de la situation de l'Église catholique. Le Parti démocrate-chrétien est formé en 1912 mais le groupe parlementaire existe de manière informelle dès 1857.
En 1963, ils atteignent leur apogée avec 23,4 % des voix mais ils reculent constamment depuis en tombant à 11,4 % en 2019.
- Une tendance chrétienne-sociale s'y manifeste et le parti y fait référence dans son nom de 1957 à 1971. Cette aile reste présente, par l'intermédiaire du Parti chrétien-social, dans certains cantons romands dont le Valais et le Jura. Le PCS est organisé au niveau suisse et indépendant du PDC.
- Une autre tendance se distingue dès 1994 sous le nom de Parti populaire catholique avant de devenir le Parti chrétien-conservateur. Surtout implanté dans certains cantons alémaniques, ce parti désire une société religieuse et conservatrice.

### Parti socialiste suisse
Les socialistes créent le Parti socialiste suisse en 1888, ils apparaissent sur la scène parlementaire en 1890.
Leurs élus sont d'abord rattachés au groupe de politique sociale qui comprend aussi des démocrates jusqu'en 1911 (date de la création d'un groupe parlementaire propre). Au lendemain de la Première Guerre mondiale, la gauche suisse reste sociale-démocrate pour l'essentiel. Le parti occupe le premier rang parmi les partis suisses à partir de 1931 pour une cinquantaine d'années. Quatre élus de la Fédération socialiste suisse (favorables au Pacte germano-soviétique) sont déchus de leur qualité de parlementaires en 1941.
Les entités membres du Parti socialiste suisse correspondent aux cantons, sauf pour le parti socialiste jurassien qui, déjà avant la création du Canton du Jura, incluait une fédération du Jura du Sud, devenue depuis lors Parti socialiste autonome du Sud du Jura, concurrente et rivale idéologique du Parti socialiste du Jura bernois, fédération du Parti socialiste bernois. Dans la ville bilingue de Bienne, également dans le canton de Berne, coexistent deux entités membres du Parti socialiste bernois, le Sozialdemokratische Partei der Stadt Biel et le Parti socialiste romand, qui présentent des listes distinctes mais non concurrentes aux élections locales.

### Parti suisse du travail
Après la création de la Troisième Internationale, une scission se produit au sein du Parti socialiste avec la constitution d'un groupe communiste, bientôt interdit puis reconstitué en 1944 sous la dénomination Parti suisse du Travail. Ce parti compte un représentant au niveau fédéral, Denis de la Reussille, et quelques élus aux échelons cantonal et communal, y compris à des postes exécutifs.

### Extrême-gauche
Les Organisations progressistes de Suisse (POCH) ont quelques élus en 1983 et 1987, puis leurs membres sont intégrés dans les formations voisines. Il en va de même du Parti socialiste autonome du Tessin, autre organisation issue de la mouvance marxiste soixante-huitarde. Depuis 2010, l'extrême-gauche suisse est également représentée par La Gauche, née à la suite d'un appel lancé en faveur d'un rassemblement des forces politiques dispersées à la gauche de la gauche.
Les partis représentant la gauche radicale sont La Gauche, SolidaritéS, le Parti suisse du travail (Parti ouvrier et populaire (POP) dans les cantons de Berne, de Vaud, du Valais et du Jura). D'autres partis existent au niveau communal.

### Parti Communiste
En 2007, la section du Tessin du PST-POP se sépare pour former le Parti Communiste. Le PC adopte une ligne marxiste-léniniste, proche de celle du Parti Communiste de Grèce et du Parti Communiste du Portugal, rejetant l'adhésion au Parti de la Gauche Européenne (auquel le PST-POP appartient). Le PC défend une politique anti-impérialiste révolutionnaire et entretient des relations avec les ambassades du Laos et de la république populaire démocratique de Corée. Le PC compte plusieurs élus à l'échelle cantonale et communale.

### Union démocratique du centre
Les agrariens, rassemblés au sein du Parti des paysans, artisans et indépendants, sont issus d'une dissidence radicale et font élire un important groupe parlementaire en 1919. En 1971, le parti devient l'Union démocratique du centre après avoir absorbé les démocrates du canton de Glaris et des Grisons.
Le parti est composé de deux ailes : l'aile du centre et l'aile de droite. L'aile du centre, au départ la plus importante, a petit à petit laissé une place toujours plus croissante à celle de droite. Opposé à une éventuelle adhésion de la Suisse à l'Union européenne, le parti progresse fortement au cours des années 1990 et 2000, au point de dépasser les socialistes comme premier parti du pays en 1999, avec la conquête de 15 sièges, victoire répétée en 2003 avec 11 gains au Conseil national. Le parti semble cependant amorcer un léger repli depuis les élections fédérales de 2011, où il a perdu 6 sièges au parlement, subissant par la suite plusieurs revers lors de certaines élections cantonales. Depuis 2012 cependant, l'UDC a à nouveau engrangé une série de victoires dans les parlements cantonaux. Ainsi, parmi les cantons qui ont renouvelé leur parlement cantonal depuis les élections fédérales de 2011, l'UDC a progressé dans 17 cantons et n'a reculé que dans 4.

### Les Verts

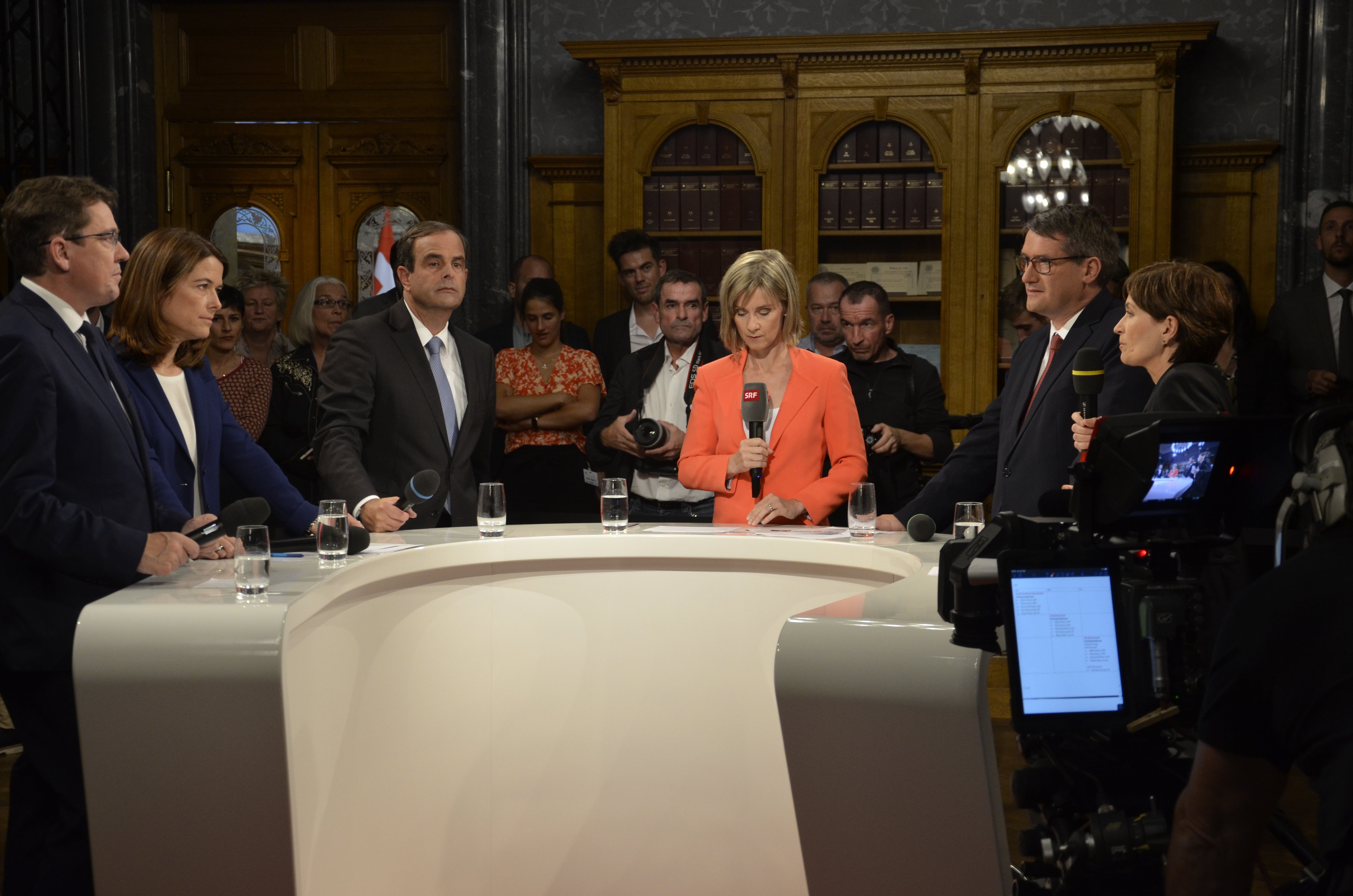
Interview TV des présidents des cinq plus grands partis le soir des élections fédérales 2019, où les Verts dépassent le PDC pour la 1re fois.

Les Verts sont fondés en 1983 sous le nom de Parti écologiste suisse. Actuellement, il est le parti le plus important non représenté au Conseil fédéral. Contrairement à d‘autres mouvement qui, après des débuts prometteurs, disparaissent rapidement, les Verts défendent un projet politique à long terme avec la devise suivante: « Écologiquement cohérents – économiquement durables – socialement engagés – globalement solidaires ». Aujourd'hui, le groupe parlementaire des Verts suisses compte 35 conseillers nationaux, dont une majorité de femmes et 5 conseiller aux États. Les Verts sont également très bien représentés au niveau des villes et des cantons avec de nombreux élus dans des législatifs et des exécutifs.

### Parti vert libéral
Les Vert'libéraux sont un parti créé en 2004 à Zurich et mis en vigueur en juillet 2007[pas clair]. La plupart des membres fondateurs sont d'anciens Verts qui estiment qu'en dehors de l'écologie, leur idéologie politique, principalement sur le plan économique, est plus proche des positions du centre que celle des Verts, qui se positionnent plutôt à gauche. Pour la législature 2019-2023, ils sont représentés au parlement suisse par seize conseillers nationaux, le parti n'est pas implanté dans tous les cantons.

### Parti bourgeois démocratique
Le Parti bourgeois démocratique a été créé après les élections fédérales, en 2008, par la frange libérale des membres de l'Union démocratique du centre à la suite de l'exclusion de la section UDC des Grisons ayant soutenu sa conseillère fédérale Eveline Widmer-Schlumpf. Tous les élus au parlement fédéral avant les élections de 2011 de ce parti l’ont été sous l'étiquette politique de l'UDC et ils sont tous reconduits en 2011 sous l'étiquette du PBD. Il compte trois membres au Conseil national et aucun membre au Conseil des États.

### Autres partis
- Entre 1923 et 1932 existe à Genève l'Union de défense économique, un parti antiétatiste détenant des parlementaires sur le plan fédéral, cantonal et communal, et des élus dans l'exécutif cantonal.
- La droite nationaliste fait élire son premier député en 1935[12]. Entre 1930 et 1932, l'Ordre politique national présente Georges Oltramare à l'élection au Conseil d'Etat genevois. Entre 1932 et 1945, l'Union nationale est soutenue par 10% du corps électoral genevois et possède des sections satellites dans toute la Suisse romande. Entre 1964 et 1990, Vigilance obtient entre dix et vingt députés au Grand Conseil genevois. En 1971, un an après le rejet des initiatives Schwarzenbach sur la stabilisation de la main d'œuvre étrangère, 7 républicains et 4 membres de l'Action nationale sont élus au Conseil national. Ils forment le groupe républicain et national. Le mouvement républicain disparaît progressivement et, en 1990, l'Action nationale prend le nom de Démocrates suisses en absorbant Vigilance. Cette tendance ne compte plus aucun élu au niveau national aujourd'hui. La Ligue des Tessinois apparaît en 1991 mais n'occupe qu'entre 1 et 3 des 10 sièges dévolus à ce canton. Par ailleurs, le Parti nationaliste suisse fait une entrée extrêmement discrète en 2004 en faisant élire deux de ses membres au niveau communal.
- L'Alliance des Indépendants, qui allie libéralisme économique et progrès social, fait élire ses premiers représentants en 1935. En 1967, elle compte 17 parlementaires. Cette formation est proche de la coopérative Migros, dont son chef est également le fondateur. Elle se dissout après les élections de 1999 alors qu'elle ne comptait plus qu'un seul élu.
- Le Parti des automobilistes, parti d’extrême-droite (devenu Parti de la liberté en 1994), compte quelques parlementaires de 1987 à 1999, après quoi son espace politique est occupé par la droite nationaliste.
- Le Parti libéral classique suisse, fondé en 2010, à inclination libérale/libertarienne, revendique les principes de l'École autrichienne d'économie. À Genève, il existe un parti libertarien entre 2014 et 2016[13].
- Le Parti pirate suisse est fondé le 12 juillet 2009 à Zurich et compte plus de 2000 membres en 2012. Constitué sur le modèle du Parti Pirate suédois et affilié au Parti Pirate International, il est présent dans la quasi-totalité des cantons. Il prône notamment la protection des données personnelles, s'oppose aux monopoles et désire une gouvernance transparente ainsi que l'accès libre et gratuit à la connaissance et à la culture pour tous. Le 8 janvier 2016, Jolanda Spiess, députée cantonale zougoise impliquée dans un scandale autour d'une éventuelle drogue du violeur fin 2014, quitte Les Verts et rejoint le PPS[14].

### Partis cantonaux
- Alliance de gauche (AdG)
- Mouvement citoyens genevois (MCG)
- Parti chrétien-social d'Obwald (CSP-OW)
- Parti ouvrier et populaire (POP)
- Ligue des Tessinois (LEGA)
- Parti chrétien-social du Haut-Valais (CSPO)

## Financement
En Suisse, les partis politiques sont financés par des moyens privés. Il n'existe pas de financement étatique direct des partis fédéraux (mais les groupes politiques représentés au parlement reçoivent un soutien fédéral).